# Milo J. Krmpotić
Milo J. Krmpotić (Barcelona, 1974) es un periodista, traductor y escritor español de origen argentino. Es considerado miembro de la Generación Nocilla. 

## Biografía
Krmpotić nació en Barcelona en 1974, hijo de argentinos y nieto de croatas. Su lengua materna es el castellano. Estudio Dirección de Cine en el CECC, dos años de Historia del Arte en la Universidad de Barcelona y cuatro de Filología Inglesa en la Universidad Nacional de Educación a Distancia. Fue camarero, babysitter, restaurador de muebles, asesor de inversiones en el mercado de divisas y vigilante de seguridad antes de iniciar su carrera como escritor con la novela juvenil El bosque de colores. Fue subdirector de las revista Qué Leer. Tras dejar esta revista, fue cofundador y subdirector de la revista Librújula en 2015.
Ha incursionado tanto en la novela juvenil, con, además de El bosque de colores, El noi i les ones y El tiempo de los sueños, como en la narrativa adulta, con Sorbed mi sexo. Su última novela, Historia de una gárgola, ha sido definida por él mismo como una novela gótica con toques de comedia. Actualmente, además de su trayectoria como escritor, es redactor jefe de la revista Qué leer y ha colaborado con medios como Fotogramas, Go Mag y las secciones literarias del Anuari de Enciclopèdia Catalana.

## Premios
Con la novela juvenil El noi i les ones fue finalista del premio Folch i Torres. Posteriormente, ganó el premio NoTodo.com a la mejor novela del año 2010 con Las tres balas de Boris Bardin, que también le permitió ser finalista del Memorial Silverio Cañada 2011 de la Semana Negra de Gijón a la mejor ópera prima criminal.

## Obra
- El bosque de colores (1997)
- El noi i les ones (1999)
- El tiempo de los sueños (2005)
- Sorbed mi sexo. Un trayecto a las vidas de Paul Boissel (2005)
- Las tres balas de Boris Bardin (2010)
- Historia de una gárgola (2012)